# 薩克森蘇維埃共和國
薩克森蘇維埃共和國（德語：Räterepublik Sachsen）是第一次世界大战结束后德意志帝国崩溃后在前萨克森王国建立的一个短命的、未被承认的蘇維埃国家。
在1918年—1919年德国革命的最初几周，工人和士兵委员会接管了萨克森州许多城市的控制权。由于一些成员希望建立苏维埃式的议会政府，而另一些成员则主张议会共和制，因此内部存在相当大的分歧，导致两派之间的分裂。1919年2月上旬，举行了州议会选举，其中温和派获得了控制权。1919年3月卡普政变期间爆发的暴力事件导致国家政府强行将最后一批工人委员会从莱比锡撤走，标志着“苏维埃共和国”的终结。萨克森随后在魏玛共和国内通过了民主宪法。
在该时期的历史和同时代的资料中，提及“萨克森苏维埃共和国”的情况并不常见。大多数人谈论的是德累斯顿、莱比锡和开姆尼茨等主要城市的个别议会，而不是单一的萨克森共和国。

## 建立工人和士兵委員會
与德国其他城市一样，包括柏林的国家级城市，1918年11月上旬德意志帝国崩溃时，萨克森州各地也成立了工人和士兵委员会。在全州范围内的大规模示威活动中，莱比锡和德累斯顿的抗议者占领了许多政府建筑，包括德累斯顿的军队和警察总部。11月8日，工人和士兵委员会接管了这座城市的控制权后，撒克逊国王腓特烈·奥古斯都三世逃往德累斯顿西北的莫里茨堡城堡。该委员会由斯巴達克同盟和德国独立社会民主党成员组成，自称为大德累斯顿联合革命工人和士兵委员会（ ）。两天后，宣布国王被废黜，君主制被废除。在德累斯顿的萨拉萨尼马戏团大楼，独立社会民主党的赫尔曼·弗莱斯纳宣布成立“萨克森社会主義共和国”。

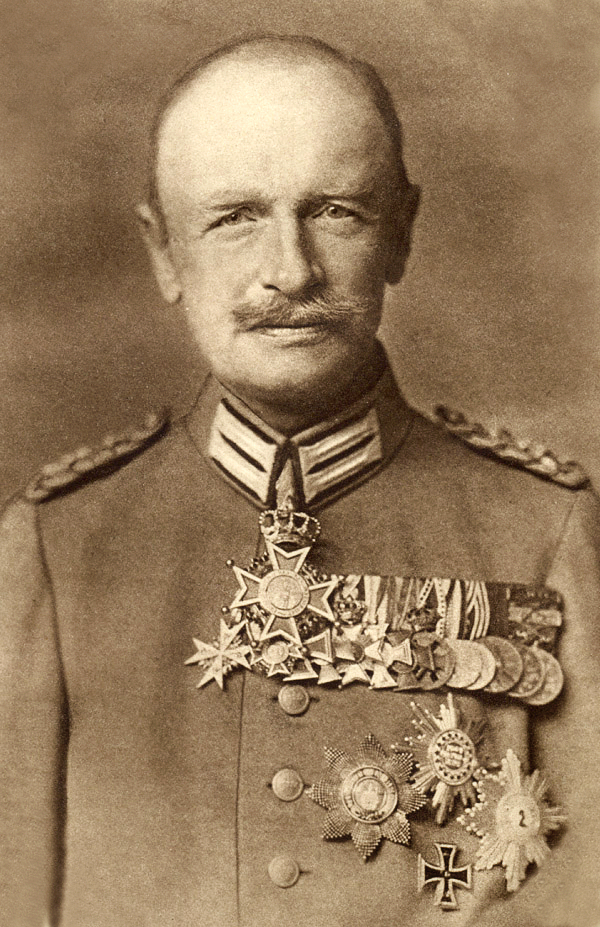
弗里德里希·奥古斯特三世，萨克森最后一位国王，1914 年

国王腓特烈·奥古斯都离开莫里茨堡前往普鲁士的古特博恩，于 11 月 13 日退位，并要求国家官员继续为“祖国”服务。 十五日，新政府（ ，"中央委员会"）由三名社会民主党（USPD）人民代表（Volksbeauftragte）和三个较为中间派的多数社会民主党（MSPD）成立。他们从德累斯顿、莱比锡和开姆尼茨发布了一份“致萨克森人民的公告”，其中大部分是由独立社会民主党的理查德·利平斯基撰写的。在概述新政府的目标时，它也要求公职人员留任以维持秩序，这一决定使许多旧政权的追随者控制了政府职能。该公告还要求建立一个集权的社会主义德国，并继续革命，直到实现统一的社会主义德国。 它设想的新国家是确保结社和宗教自由、八小时工作日、安全的食品供应以及对那些在旧的“阶级正义”制度下受到惩罚的人的特赦。 然而，社会民主党的当务之急是维持秩序和满足人民的基本需求，而不是社会的革命性重组。 他们推动一月份的地方选举和州议会（Volkskammer，人民議會）这将为萨克森州制定一部宪法。选举将按照普遍、平等、直接和秘密的比例代表制进行，21岁以上的男性和女性均可參加。
当社会民主党致力于议会民主时，独立社会民主党则希望永久保留工人和士兵委员会。 1919 年 1 月 16 日，两党之间的不和已经严重到以利平斯基为首的独立社会民主党 (USPD) 从德累斯顿中央委员会撤回其 3 名成员的情况。 MSPD 用自己的成员取代了他们，使他们完全控制了委员会 ，格奥尔格·格拉德瑙尔 (Georg Gradnauer)担任萨克森州部长主席。年底举行的新的工人和士兵委员会选举使社会民主党在德累斯顿和开姆尼茨取得了重大胜利。结果使社会民主党增强了对独立社会民主党的主导地位  ，尽管在莱比锡，独立社会民主党仍然控制着委员会。它解散了莱比锡市议会并接管了驻扎在该市的集团军。 

## 民主選舉、持續的暴力和理事會的結束

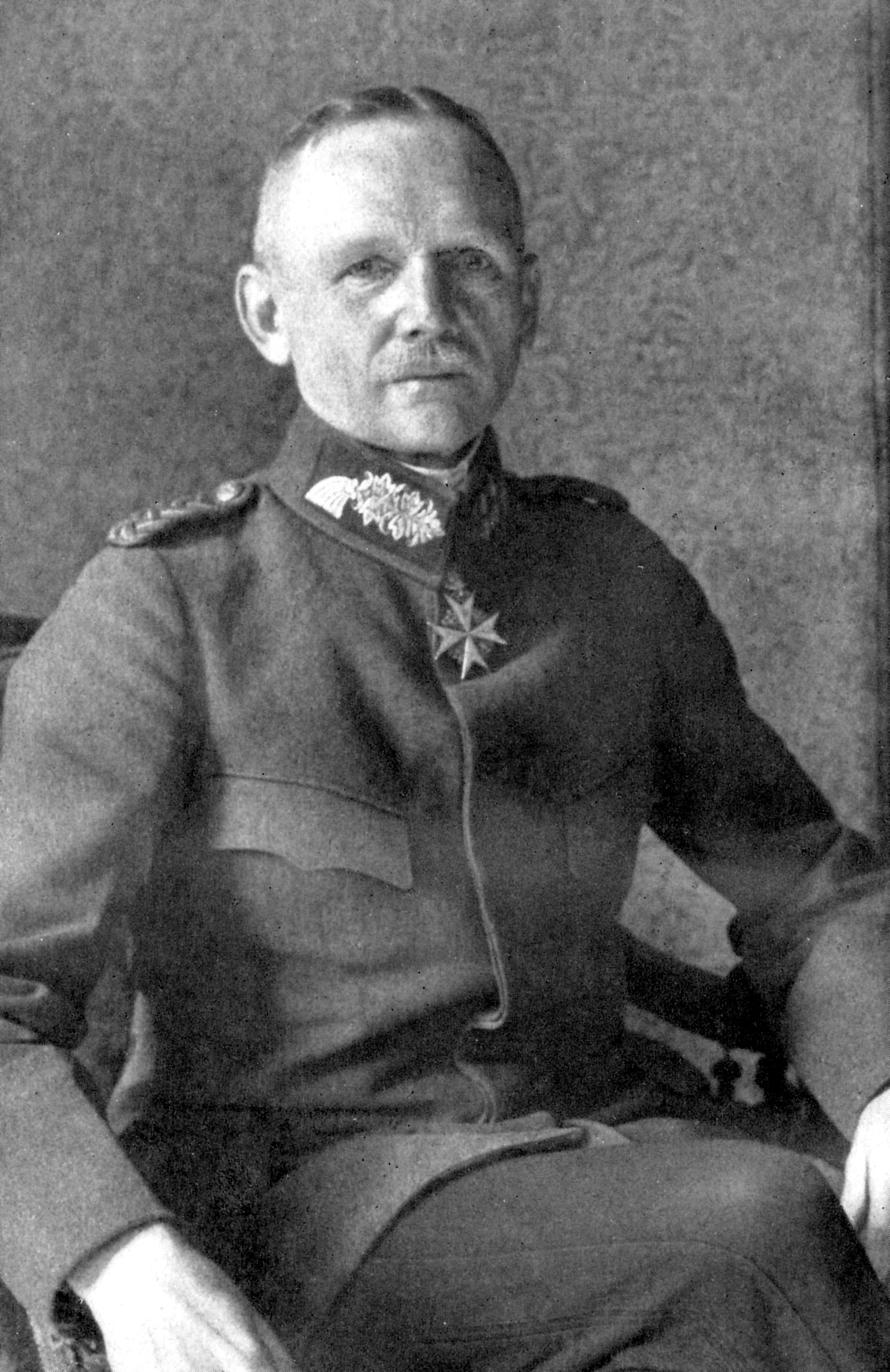
梅尔克少将在自由军团的帮助下废除了莱比锡的工人和士兵委员会

在 2 月 2 日的选举中，MSPD 和 USPD 合计赢得 58% 的选票。 2 月 25 日， 第一次会议举行，六名 MSPD 人民代表辞职。在3月份，MSPD和USPD之间的联合谈判失败了。随后，社会民主党的格奥尔格·格拉德瑙尔 (Georg Gradnauer) 继续担任少数派政府的部长主席。
1919年3月中旬，魏玛共和国的右翼反对者在柏林煽动了卡普政变。在萨克森州各地爆发的反对示威活动中，最严重的暴力事件发生在德累斯顿，那里有59名抗议者被政府军杀害。莱比锡也发生了冲突，当地共产党领导层在3月18日政变结束后仍在继续，但政府军很快平息了骚乱，随后烧毁了莱比锡工会总部大楼 (Volkshaus) 。 
4 月 12 日，又爆发了共产党领导的骚乱。撒克逊战争部长古斯塔夫·纽林(MSPD) 被伤残退伍军人杀害，这些退伍军人听说他们的福利将被削减。次日，萨克森政府宣布萨克森州进入戒严状态，23日柏林政府也发布了类似的公告。自由軍團的地面獵兵團(Landjägerkorps)的梅尔克少将于 5 月 11 日进入莱比锡，使这座城市平静下来，没有造成人员伤亡，并废除了工人委员会。 至此，萨克森 ——“萨克森苏维埃共和国”—— 的革命时期可以说已经结束了。
1920 年 10 月，人民制宪会议通过了萨克森共和宪法并自行解散。 11 月 14 日，第一届薩克森议会选举产生，社会党占据微弱多数。 

## 後來在薩克森的共產主義運動
1920 年 3 月德國中部失敗的共產主義起義（被稱為“三月行动” ）主要發生在普魯士薩克森省，而不是薩克森州本身，那裡唯一值得注意的事件是對德勒斯登、萊比錫和弗萊堡政府大樓的爆炸事件。 
1923年10月，影響魏瑪共和國的一系列危機，其中最嚴重的是法國和比利時軍隊佔領魯爾，導致蘇聯共產黨領導層向德国共产党（KPD）施压利用这种情况在德国发动革命。随后在萨克森、图林根和共和国其他地方发生的事件被称为“德国十月”。 10 月 10 日，萨克森州部长总统埃里希·蔡格纳 任命两名德国共产党成员加入内阁。柏林要求他将其移除，当他拒绝时，他下令对萨克森州进行帝國執行（Reichsexekution） ——即是由中央政府的直接武装干预。德国国防军于 10 月 23 日进入萨克森州，在没有暴力或流血的情况下将蔡格纳及其内阁赶下台。由于工人们表现出不愿意战斗，德共取消了发动革命的尝试。 